# Saison 3 de Heroes
Chronologie
Saison 2 Saison 4
Cet article présente les vingt-cinq épisodes de la troisième saison du feuilleton télévisé américain Heroes. Cette saison est en fait divisée en deux tomes : le « Tome 3 : Les Traîtres » comprenant les 13 premiers épisodes, et le « Tome 4 : Les Fugitifs » comprenant les 12 derniers épisodes.

## Épisodes

### Épisode 1:Le Second avènement
- États-Unis : 22 septembre 2008 sur NBC
- Suisse : 10 mai 2009 sur TSR1
- Québec : 26 août 2009 sur Mystère[1]
- France :
  - 5 janvier 2010 sur Syfy Universal
  - 9 septembre 2010 sur France 4

- États-Unis : 10,09 millions de téléspectateurs[2] (première diffusion)

- Bruce Boxleitner (Gouverneur Malden)
- Ashley Crow (Sandra Bennet)
- Francis Capra (Jesse Murphy)
- Brea Grant (Daphne Millbrook)
- George Takei (Kaito Nakamura)
- Malcolm McDowell (Daniel Linderman)

### Épisode 2:L'Effet papillon
- États-Unis : 22 septembre 2008 sur NBC
- Suisse : 10 mai 2009 sur TSR1
- France :
  - 5 janvier 2010 sur Syfy Universal
  - 9 septembre 2010 sur France 4

- États-Unis : 10,09 millions de téléspectateurs[2] (première diffusion)

- Brea Grant (Daphne Millbrook)
- Malcolm McDowell (Daniel Linderman)
- Bruce Boxleitner (Gouverneur Malden)
- Kristen Bell (Elle Bishop)
- David Anders (Adam Monroe)
- Jessalyn Gilsig (Meredith Gordon)
- William Katt (le reporter)
- Jimmy Jean-Louis (l'haïtien)
- Blake Shields (Flint)
- Ntare Mwine (Usutu)
- Alan Blumenfeld (Maury Parkman)
- Andre Royo (Stephen Canfield)
- Ken Lally (l'allemand)
- David H. Lawrence (Eric Doyle)
- Demetrius Grosse (Samedi)
- Stephen Tobolowsky (Bob Bishop)
- Ashley Crow (Sandra Bennet)
- Francis Capra (Jesse Murphy)
- Kiko Ellsworth (Echo De Mille)

### Épisode 3:Un des nôtres, un des leurs
- États-Unis : 29 septembre 2008 sur NBC
- Suisse : 17 mai 2009 sur TSR1
- France :
  - 5 janvier 2010 sur Syfy Universal
  - 9 septembre 2010 sur France 4

- États-Unis : 9,50 millions de téléspectateurs[3] (première diffusion)

- Noah Gray-Cabey (Micah Sanders)
- Jessalyn Gilsig (Meredith Gordon)
- Ashley Crow (Sandra Bennet)
- Jimmy Jean-Louis (l'haïtien)
- Jamie Hector (Benjamin "Knox" Washington)
- Francis Capra (Jesse Murphy)
- Brea Grant (Daphne Millbrook)
- Blake Shields (Flint)
- Ronald Guttman (Dr Zimmerman)
- Ntare Mwine (Usutu)
- Janel Parrish (May)
- Olga Sosnovska (Actrice)
- Ken Lally (l'allemand)
- Randall Bentley (Lyle Bennet)

### Épisode 4:Formule mortelle
- États-Unis : 6 octobre 2008 sur NBC
- Suisse : 17 mai 2009 sur TSR1
- France :
  - 12 janvier 2010 sur Syfy Universal
  - 9 septembre 2010 sur France 4

- États-Unis : 8,20 millions de téléspectateurs[4] (première diffusion)

- Jimmy Jean-Louis (l'haïtien)
- David Anders (Adam Monroe)
- Jamie Hector (Benjamin "Knox" Washington)
- Brea Grant (Daphne Millbrook)
- Ntare Mwine (Usutu)
- Adair Tishler (Molly Walker)
- Ronald Guttman (Dr Zimmerman)
- Malcolm McDowell (Daniel Linderman)
- Adam Jamal Craig (John Wellner)
- Thomas Robinson (Noah)

Ayant pour mission de sauver un monde destiné à être détruit, Peter doit s'adapter à un pouvoir sauvage et dangereux pour mieux se préparer à la bataille à venir.
Voyant un avenir où presque tout le monde a des pouvoirs, un monde destiné à la destruction, Peter décide d'empêcher ce futur critique du monde, peu importe le coût. Il se penche donc sur un pouvoir sombre et peu maniable pour sauver le monde, pariant à tort que ça ne le détruira pas ainsi que tout ce qu'il aime d'abord.
Après avoir permis à la moitié de "la formule" d'Angela d'être volée, Hiro et Ando décident de découvrir l'identité du Villain qui a engagé Daphne et ils doivent consulter la personne qui connait ces voyous le mieux... Adam Monroe.

### Épisode 5:Des anges et des monstres
- États-Unis : 13 octobre 2008 sur NBC
- Suisse : 24 mai 2009 sur TSR1
- France :
  - 12 janvier 2010 sur Syfy Universal
  - 16 septembre 2010 sur France 4

- États-Unis : 8,75 millions de téléspectateurs[5] (première diffusion)

- Robert Forster (Arthur Petrelli)
- Malcolm McDowell (Daniel Linderman)
- David Anders (Adam Monroe)
- Jessalyn Gilsig (Meredith Gordon)
- Ashley Crow (Sandra Bennet)
- Jamie Hector (Benjamin "Knox" Washington)
- Brea Grant (Daphne Millbrook)
- Andre Royo (Stephen Canfield)
- Alan Blumenfeld (Maury Parkman)
- Ron Perkins (Médecin)
- David H. Lawrence (Eric Doyle)

Armé d'anciens dossiers de H.R.G. et d'un taser, Claire tente d'abattre sa première cible, Stephen Canfield, un fugitif du Niveau 5 avec la capacité de créer des trous noirs, inconsciente que d'autres arrivent. Pendant ce temps, horrifié, Peter fuit toutes les morts et les destructions du futur et découvre à quel point l'expérience l'a transformé.
Frustré qu'Adam Monroe ne leur ait pas permis de s'approcher de "la formule", Hiro essaie de devenir ami avec Daphne et son nouvel associé Knox, au désespoir d'Ando. Plus tard, l'impatience de Suresh de corriger ses erreurs de recherche conduit Maya, parmi d'autres, dans une position délicate.

### Épisode 6:Le Crépuscule des hommes
- États-Unis : 20 octobre 2008 sur NBC
- Suisse : 24 mai 2009 sur TSR1
- France :
  - 12 janvier 2010 sur Syfy Universal
  - 16 septembre 2010 sur France 4

- États-Unis : 8,51 millions de téléspectateurs[6] (première diffusion)

- Robert Forster (Arthur Petrelli)
- Malcolm McDowell (Daniel Linderman)
- David Anders (Adam Monroe)
- Jessalyn Gilsig (Meredith Gordon)
- Ashley Crow (Sandra Bennet)
- Jamie Hector (Benjamin "Knox" Washington)
- Brea Grant (Daphne Millbrook)
- Blake Shields (Flint)
- Alan Blumenfeld (Maury Parkman)
- Ntare Mwine (Usutu)
- David H. Lawrence (Eric Doyle)
- Ron Perkins (Le docteur)

### Épisode 7:Tu seras ce que je suis
- États-Unis : 27 octobre 2008 sur NBC
- Suisse : 31 mai 2009 sur TSR1
- France :
  - 19 janvier 2010 sur Syfy Universal
  - 16 septembre 2010 sur France 4

- États-Unis : 8,19 millions de téléspectateurs[7] (première diffusion)

- Robert Forster (Arthur Petrelli)
- Kristen Bell (Elle Bishop)
- Jessalyn Gilsig (Meredith Gordon)
- Ashley Crow (Sandra Bennet)
- Brea Grant (Daphne Millbrook)
- Blake Shields (Flint)
- Ntare Mwine (Usutu)
- Alan Blumenfeld (Maury Parkman)
- Jamie Hector (Benjamin "Knox" Washington)
- Randall Bentley (Lyle Bennet)
- Ron Perkins (Le docteur)

### Épisode 8:Les Traîtres
- États-Unis : 10 novembre 2008 sur NBC
- Suisse : 31 mai 2009 sur TSR1
- France :
  - 19 janvier 2010 sur Syfy Universal
  - 23 septembre 2010 sur France 4

- États-Unis : 7,85 millions de téléspectateurs[8] (première diffusion)

- Eric Roberts (Thompson)
- Robert Forster (Arthur Petrelli)
- Malcolm McDowell (Daniel Linderman)
- Kristen Bell (Elle Bishop)
- Jessalyn Gilsig (Meredith Gordon)
- Jimmy Jean-Louis (l'haïtien)
- Blake Shields (Flint)
- Ntare Mwine (Usutu)
- Ron Perkins (Le docteur)
- Franc Ross (Danny Pine)

### Épisode 9:Le Catalyseur
- États-Unis : 17 novembre 2008 sur NBC
- Suisse : 7 juin 2009 sur TSR1
- France :
  - 19 janvier 2010 sur Syfy Universal
  - 23 septembre 2010 sur France 4

- États-Unis : 7,65 millions de téléspectateurs[9] (première diffusion)

- Robert Forster (Arthur Petrelli)
- Kristen Bell (Elle Bishop)
- Jamie Hector (Benjamin "Knox" Washington)
- Brea Grant (Daphne Millbrook)
- Blake Shields (Flint)
- Ntare Mwine (Usutu)

### Épisode 10:L'Éclipse:1repartie
- États-Unis : 24 novembre 2008 sur NBC
- Suisse : 7 juin 2009 sur TSR1
- France :
  - 26 janvier 2010 sur Syfy Universal
  - 23 septembre 2010 sur France 4

- États-Unis : 7,51 millions de téléspectateurs[10] (première diffusion)

- Robert Forster (Arthur Petrelli)
- Kristen Bell (Elle Bishop)
- Jimmy Jean-Louis (l'haïtien)
- Ashley Crow (Sandra Bennet)
- Brea Grant (Daphne Millbrook)
- Blake Shields (Flint)
- Ray Baker (Mr Millbrook)
- David H. Lawrence (Eric Doyle)
- Brian Palermo (Rental Car Agent)
- Demetrius Grosse (Samedi)
- Seth Green (Sam)
- Breckin Meyer (Frack)

### Épisode 11:L'Éclipse:2epartie
- États-Unis : 1er décembre 2008 sur NBC
- Suisse : 14 juin 2009 sur TSR1
- France :
  - 26 janvier 2010 sur Syfy Universal
  - 30 septembre 2010 sur France 4

- États-Unis : 8,00 millions de téléspectateurs[11] (première diffusion)

- George Takei (Kaito Nakamura)
- Robert Forster (Arthur Petrelli)
- Kristen Bell (Elle Bishop)
- Jimmy Jean-Louis (l'haïtien)
- Ashley Crow (Sandra Bennet)
- Brea Grant (Daphne Millbrook)
- Blake Shields (Flint)
- Ray Baker (Mr Millbrook)
- Demetrius Grosse (Samedi)
- Seth Green (Sam)
- Breckin Meyer (Frack)
- Meera Simhan (le médecin)

### Épisode 12:Notre père
- États-Unis : 8 décembre 2008 sur NBC
- Suisse : 14 juin 2009 sur TSR1
- France :
  - 26 janvier 2010 sur Syfy Universal
  - 30 septembre 2010 sur France 4

- États-Unis : 7,72 millions de téléspectateurs[12] (première diffusion)

- Ashley Crow (Sandra Bennet)
- Jimmy Jean-Louis (l'haïtien)
- Brea Grant (Daphne Millbrook)
- Jamie Hector (Benjamin "Knox" Washington)
- Blake Shields (Flint)
- Tamlyn Tomita (Ishi Nakamura)
- Chad Faust (Scott)
- Edward Carnevale (le coursier)
- George Takei (Kaito Nakamura)
- Robert Forster (Arthur Petrelli)
- Sekai Murashige (Hiro jeune)
- Brian Skala (David Sullivan)
- Cole Williams (Ryan Hanover)
- Taylor Cole (Rachel Mills)
- Kristen Bell (Elle Bishop)

### Épisode 13:Lutte fratricide
- États-Unis : 15 décembre 2008 sur NBC
- Suisse : 21 juin 2009 sur TSR1
- France :
  - 2 février 2010 sur Syfy Universal
  - 30 septembre 2010 sur France 4

- États-Unis : 7,87 millions de téléspectateurs[13] (première diffusion)

- George Takei (Kaito Nakamura)
- Robert Forster (Arthur Petrelli)
- Jessalyn Gilsig (Meredith Gordon)
- Jamie Hector (Benjamin "Knox" Washington)
- Brea Grant (Daphne Millbrook)
- Blake Shields (Flint)
- Ntare Mwine (Usutu)
- David H. Lawrence (Eric Doyle)
- Chad Faust (Scott)
- Michael Dorn (President)
- Kiko Ellsworth (Echo De Mille)
- Franc Ross (Danny Pine)

- Dans cet épisode, Peter acquiert la capacité de copier les pouvoirs des autres. Le premier qu'il obtient est la capacité de voler, en touchant Nathan.
- Quant à Ando, il acquiert le pouvoir de décupler ceux des autres.

### Épisode 14:État d'alerte
- États-Unis : 2 février 2009 sur NBC
- Suisse : 21 juin 2009 sur TSR1
- France :
  - 2 février 2010 sur Syfy Universal
  - 7 octobre 2010 sur France 4

- États-Unis : 8,55 millions de téléspectateurs[14] (première diffusion)

- Brea Grant (Daphne Millbrook)
- Ntare Mwine (Usutu)
- Ned Schmidtke (Martin Gray)
- Assaf Cohen (Hesam)
- Joel West (Agent Daniel Simmons)
- Steve Tom (Steve)
- Zeljko Ivanek (Danko)

### Épisode 15:La chasse est ouverte
- États-Unis : 9 février 2009 sur NBC
- Suisse : 28 juin 2009 sur TSR1
- France :
  - 2 février 2010 sur Syfy Universal
  - 7 octobre 2010 sur France 4

- États-Unis : 7,90 millions de téléspectateurs[15] (première diffusion)

- Ashley Crow (Sandra Bennet)
- Brea Grant (Daphne Millbrook)
- Dan Byrd (Luke Campbell)
- Ntare Mwine (Usutu)
- Julia Campbell (Mary Campbell)
- Joel West (Agent Daniel Simmons)
- Taylor Cole (Rachel Mills)
- Zeljko Ivanek (Danko)

Après le crash de l'avion, 2 groupes se forment: Hiro, Matt et Mohinder d'un côté, et Tracy et Peter de l'autre. Claire, quant à elle, est forcée de suivre son père (Noé) et Nathan veut la renvoyer chez elle.
Pendant leur fuite, Matt dessine plusieurs images du futur, dont une de Hiro en Inde, et une autre avec Daphné se faisant tirer dessus. Quand Tracy et Peter sont ensemble, on apprend que Peter ne peut plus accumuler qu'un seul pouvoir à la fois en touchant quelqu'un. Sylar s'introduit chez des personnes habitant près de chez son père et il s'en trouve très chanceux: le fils de la famille, Luke, sait où est son père et il possède un pouvoir : il peut dégager un flux de chaleur de ses mains pour faire fondre n'importe quoi. Il part avec Sylar en voiture pour l'emmener jusqu'à l'endroit où se trouve son père. Daphné retrouve Ando au Japon et lui dit qu'elle n'a plus de nouvelles de Matt. Ando, sachant où est Hiro grâce à son transmetteur GPS, se fait embarquer par Daphné en super vitesse jusqu'au lieu du crash. Mais arrivé là bas, des soldats tirent sur Daphné et celle-ci meurt. Matt, sur les lieux et en colère, rentra dans la tête des soldats pour retourner leurs armes contre eux, et pu ainsi s'enfuir avec Ando.Tracy appelle Nathan sur son portable et lui propose un rendez-vous. Elle veut en fait lui tendre un piège pour que Peter puisse s'en débarrasser. Mais Tracy se fait capturer et Peter s'enfuit en volant.

### Épisode 16:Bâtiment 26
- États-Unis : 16 février 2009 sur NBC
- Suisse : 28 juin 2009 sur TSR1
- France :
  - 9 février 2010 sur Syfy Universal
  - 7 octobre 2010 sur France 4

- États-Unis : 7,74 millions de téléspectateurs[16] (première diffusion)

- Ashley Crow (Sandra Bennet)
- Moira Kelly (Abby Collins)
- Dan Byrd (Luke Campbell)
- Justin Baldoni (Alex Woolsey)
- Amrapali Ambegaokar (Annapoora)
- Randall Bentley (Lyle Bennet)
- Zeljko Ivanek (Danko)
- Yawar Charlie (Deepak)

La traque continue. Hiro va en Inde avec Ando pour que le dessin de Parkman se réalise, et il espère ainsi regagner ses pouvoirs.
Claire reçoit un message de l'inconnu se faisant appeler « Rebel » lui disant de sauver un homme, Alex, travaillant dans un magasin de BD, avant que son père ne lui tombe dessus et le capture. Elle s'échappe alors avec Alex, et elle apprend que celui-ci a le pouvoir de respirer sous l'eau.
Sylar continue sa route avec Luke pour retrouver son père, et alors qu'ils s'arrêtaient dans un café sur la route, un commando les attaque. Sylar parvient à s'échapper en laissant Luke derrière, mais revient le délivrer.
L'opération de Nathan Petrelli risque de ne plus se faire subventionner par l'État, et donc d'être annulée. Le Chasseur permet alors à Tracy de s'échapper de sa cellule sans qu'elle sache qu'il l'a aidé. Elle tue un homme devant la supérieure de Nathan, ce qui décida celle-ci à croire que la capture des Heroes est primordiale, et elle assure que le gouvernement fournira tous les fonds nécessaires pour y arriver.
Hiro, toujours sans pouvoir, et Ando reçoivent aussi un message de « Rebel » leur demandant de sauver Parkman.

### Épisode 17:Guerres froides
- États-Unis : 23 février 2009 sur NBC
- Suisse : 5 juillet 2009 sur TSR1
- France :
  - 9 février 2010 sur Syfy Universal
  - 14 octobre 2010 sur France 4

- États-Unis : 7,07 millions de téléspectateurs[17] (première diffusion)

- Ashley Crow (Sandra Bennet)
- Brea Grant (Daphne Millbrook)
- Zeljko Ivanek (Danko)

### Épisode 18:Vulnérables
- États-Unis : 2 mars 2009 sur NBC
- Suisse : 5 juillet 2009 sur TSR1
- France :
  - 9 février 2010 sur Syfy Universal
  - 14 octobre 2010 sur France 4

- États-Unis : 7,15 millions de téléspectateurs[18] (première diffusion)

- Ashley Crow (Sandra Bennet)
- Zeljko Ivanek (Danko)
- Randall Bentley (Lyle Bennet)
- David H. Lawrence (Eric Doyle)
- Taylor Cole (Rachel Mills)
- Joshua Rush (Sylar jeune)
- Natalie Salins (la mère de Sylar)
- Angela Martinez (Andrea Charles)
- Justin Baldoni (Alex Woolsey)
- Dan Byrd (Luke Campbell)

### Épisode 19:Tout le pouvoir du monde
- États-Unis : 9 mars 2009 sur NBC
- Suisse : 12 juillet 2009 sur TSR1
- France :
  - 16 février 2010 sur Syfy Universal
  - 14 octobre 2010 sur France 4

- États-Unis : 6,70 millions de téléspectateurs[19] (première diffusion)

- John Glover (Samson Gray)
- Ashley Crow (Sandra Bennet)
- Zeljko Ivanek (Danko)
- David H. Lawrence (Eric Doyle)
- Taylor Cole (Rachel Mills)
- Kevin Christy (Acteur)
- Nigel Gibbs (Acteur)
- Randall Bentley (Lyle Bennet)
- Mara LaFontaine (Beth)

Lorsque Sylar fait face à son père, longtemps disparu, la rencontre se révèle être ce à quoi il s'attendait le moins.
Ailleurs, après avoir reçu un tuyau de « Rebel », Claire doit décider si elle aidera son ennemi juré, Eric Doyle, à échapper à la capture.

### Épisode 20:Coup de froid
- États-Unis : 23 mars 2009 sur NBC
- Suisse : 12 juillet 2009 sur TSR1
- France :
  - 16 février 2010 sur Syfy Universal
  - 21 octobre 2010 sur France 4

- États-Unis : 6,47 millions de téléspectateurs[20] (première diffusion)

- Noah Gray-Cabey (Micah Sanders)
- Brea Grant (Daphne Millbrook)
- David H. Lawrence (Eric Doyle)
- Elizabeth Lackey (Janice Parkman)
- William Duffy (le médecin des urgences)
- Zeljko Ivanek (Danko)
- Swoosie Kurtz (Millie)
- Quin Baron (le bébé)
- Reed Baron (le bébé)

### Épisode 21:Terre d'asile
- États-Unis : 30 mars 2009 sur NBC
- Suisse : 19 juillet 2009 sur TSR1
- France :
  - 16 février 2010 sur Syfy Universal
  - 21 octobre 2010 sur France 4

- États-Unis : 6,42 millions de téléspectateurs[21] (première diffusion)

- Zeljko Ivanek (Danko)
- Kevin Alejandro (Sgt. Jenkins)
- Jake McLaughlin (Sligo)
- Zack Lively (Rahul)

### Épisode 22:Dans la gueule du loup
- États-Unis : 6 avril 2009 sur NBC
- Suisse : 19 juillet 2009 sur TSR1
- France :
  - 23 février 2010 sur Syfy Universal
  - 21 octobre 2010 sur France 4

- États-Unis : 6,11 millions de téléspectateurs[22] (première diffusion)

- Zeljko Ivanek (Emile Danko)
- Katherine Boecher (Alena)
- Kenneth Choi (Sam Douglas)
- Ned Vaughn (Agent Steve Donner)
- David Ury (Acteur)
- Ashley Crow (Sandra Bennet)

### Épisode 23:1961
- États-Unis : 13 avril 2009 sur NBC
- Suisse : 26 juillet 2009 sur TSR1
- France :
  - 23 février 2010 sur Syfy Universal
  - 28 octobre 2010 sur France 4

- États-Unis : 6,83 millions de téléspectateurs[23] (première diffusion)

- William Charlton (Cook)
- Zachary Knower (Mr. Shaw)
- Ravi Kapoor (Dr. Chandra Suresh, jeune)
- Edwin Hodge (Charles Deveaux, jeune)
- Laura Marano (Alice Shaw, jeune)
- Casey Kringlen (Daniel Linderman - 1961)
- Michael Croner (Robert Bishop - 1961)
- Diana Scarwid (Alice Shaw)
- Alexa Nikolas (Angela Shaw)

### Épisode 24:Je suis Sylar
- États-Unis : 20 avril 2009 sur NBC
- Suisse : 26 juillet 2009 sur TSR1
- France :
  - 2 mars 2010 sur Syfy Universal
  - 28 octobre 2010 sur France 4

- États-Unis : 6,46 millions de téléspectateurs[24] (première diffusion)

- Gabriel Olds (Agent Taub)
- Clint Howard (Tom Miller)
- Zeljko Ivanek (Emile Danko)
- Quin Baron (Matt Parkman)
- Reed Baron (Matt Parkman)
- Ellen Greene (Virginia Grey)
- Elizabeth Lackey (Janice Parkman)

On découvre qu'il n'est plus possible de stopper Sylar en lui enfonçant un objet dans la nuque.
C'est le premier face à face de Nathan et Sylar.

### Épisode 25:Un choix irréversible
- États-Unis : 27 avril 2009 sur NBC
- Suisse : 26 juillet 2009 sur TSR1
- France :
  - 2 mars 2010 sur Syfy Universal
  - 28 octobre 2010 sur France 4

- États-Unis : 6,47 millions de téléspectateurs[25] (première diffusion)

- Michael Dorn (U.S. Président/Peter Petrelli)
- Michael B. Silver (Liam Samuels/Sylar)
- Gabriel Olds (Agent Taub/Sylar)
- Zeljko Ivanek (Emile Danko/Sylar)
- Reginald James (Agent Harper)
- Cloie Wyatt Taylor (Aide)
- Roberto 'Sanz' Sanchez (Agent des Services Secrets)
- Josh Barker (Agent des Services Secrets)
- Jason Graham (III) (Jason)
- Joshua Rush (Sylar jeune)

Cet épisode marque la fin du volume 4, de la saison 3 et le début du volume 5 : Rédemption.
Il signe également la mort définitive de Nathan; le personnage reste toutefois dans la série car Sylar a perdu la lutte dans sa crise d'identité grâce à Matt, et endosse le rôle de Nathan, oubliant ainsi tous les souvenirs de Gabriel Gray et obtenant ceux de Nathan en échange.